# Spazio Archeologico Sotterraneo del Sas
Il "S.A.S.S." (Spazio Archeologico Sotterraneo del Sas) è un'area archeologica che ospita i resti della Tridentum romana corrispondente all'attuale Trento. Il nome ricorda l’antico quartiere cittadino del Sas, smantellato per fare spazio alla Piazza Cesare Battisti.
Nell'area si può vedere un tratto del muro della cinta orientale, una torre e un segmento di strada con lastre di pietra rossa locale. Sono visibili anche i condotti di una rete fognaria.
Lo spazio archeologico è anche sede di attività didattiche, mostre e spettacoli.